# Ghiacciaio Falkner
Il ghiacciaio Falkner è un ghiacciaio lungo circa 7 km, situato nella parte nord-occidentale della Dipendenza di Ross, nell'Antartide orientale. Il ghiacciaio, il cui punto più alto si trova a circa 1000 m s.l.m., si trova sulla costa di Borchgrevink, nella regione sud-orientale delle dorsale dell'Alpinista, da dove fluisce verso est, discendendo dal versante orientale del monte Casey e scorrendo a sud del ghiacciaio Oakley, fino a entrare nella baia di Lady Newnes formando una lunga lingua glaciale.

## Storia
Già mappato da membri dello United States Geological Survey (USGS) grazie a fotografie aeree scattate dalla marina militare statunitense nel periodo 1960-64, il ghiacciaio Falkner è stato così battezzato solo nel 2009 di Kelly Kenison Falkner, docente di oceanografia chimica presso l'università statale dell'Oregon, che dal 2006 al 2009 è stata direttrice dell'Antartic Integrated System Science Program (AISS) finanziato dalla National Science Foundation.